# Tandy Graphics Adapter

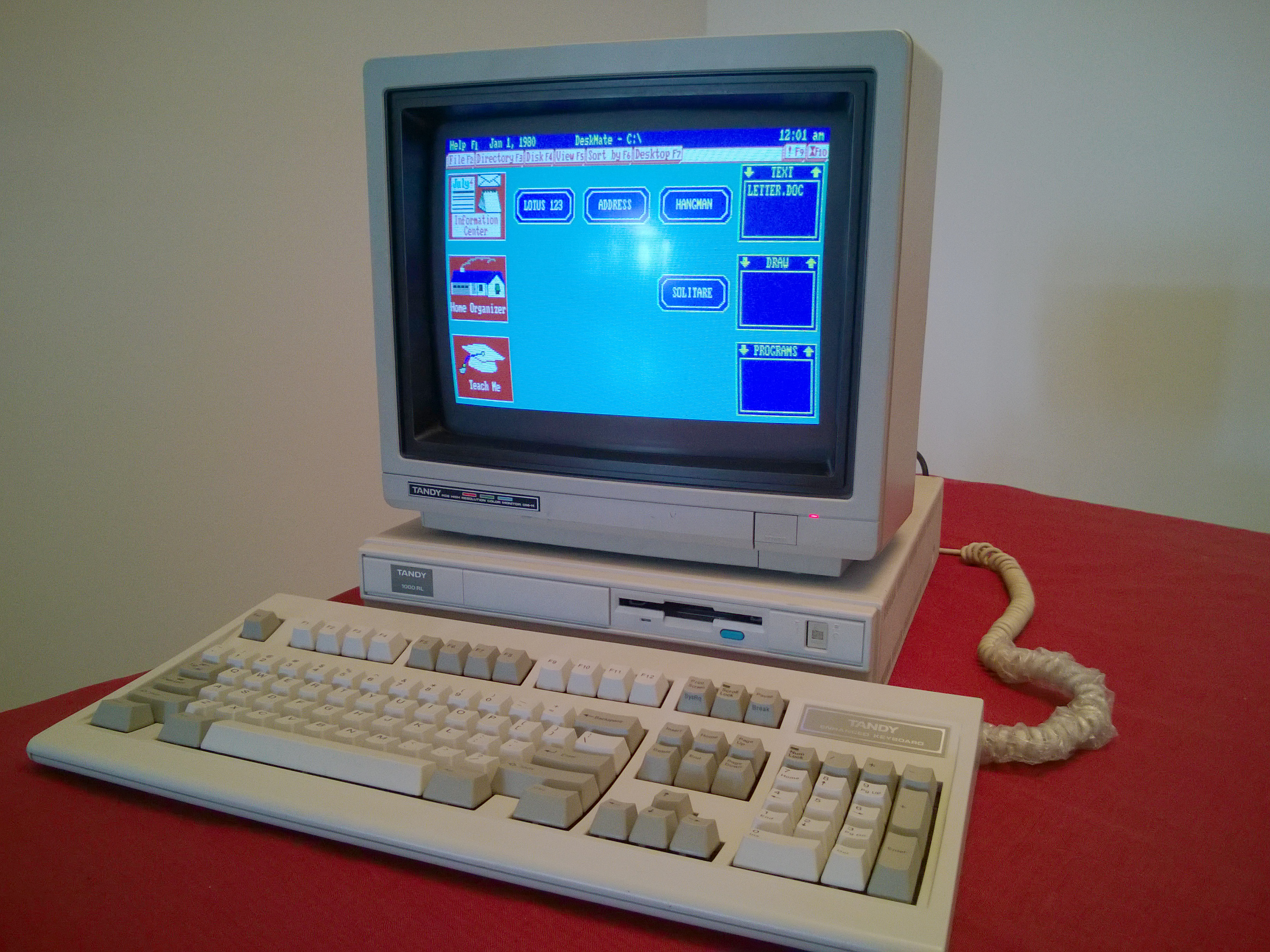
Компьютер Tandy 1000 RL с дисплеем Tandy Video II

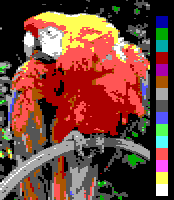
Пример изображения в 16-цветной палитре TGA

Tandy Graphics Adapter (TGA) — стандарт графических адаптеров, совместимых с архитектурой IBM PC, дальнейшее развитие технологии Color Graphics Adapter (CGA). Основным нововведением нового стандарта стала поддержка формата 320×200 пикселей с отображением до 16 цветов одновременно (в CGA отображалось только до 4 цветов).
Первая реализация стандарта появилась в домашних компьютерах PCjr в 1983 году. Новый формат был вначале назван как Video Gate Array (не путать с Video Graphics Array) или CGA Plus. В реализации использовался процессор Motorola 6845. Выпуск PCjr обернулся для IBM финансовой неудачей. Наработки по Video Gate Array были повторно использованы в семействе успешных IBM PC-совместимых компьютеров Tandy 1000, ставших стандартом де-факто для игровых платформ конца 1980-х годов — «Tandy-совместимыми» Последовавшие модели Tandy 1000 SL и TL были оснащены улучшенной версией CGA Plus, способной уже отображать 16-цветные изображения с разрешением до 640×200 пикселей.

## Поддерживаемые режимы
| Полная 16-цветная палитра CGA | Полная 16-цветная палитра CGA | Полная 16-цветная палитра CGA | Полная 16-цветная палитра CGA |
| ----------------------------- | ----------------------------- | ----------------------------- | ----------------------------- |
| чёрный #000000                | 0                             | тёмно-серый #555555           | 8                             |
| красный #AA0000               | 4                             | светло-красный #FF5555        | 12                            |
| коричневый #AA5500            | 6                             | жёлтый #FFFF55                | 14                            |
| зелёный #00AA00               | 2                             | светло-зелёный #55FF55        | 10                            |
| голубой #00AAAA               | 3                             | светло-голубой #55FFFF        | 11                            |
| синий #0000AA                 | 1                             | светло-синий #5555FF          | 9                             |
| пурпурный #AA00AA             | 5                             | светло-пурпурный #FF55FF      | 13                            |
| светло-серый #AAAAAA          | 7                             | белый #FFFFFF                 | 15                            |

### Tandy Video I, TGA, TCGA и ECGA
Все компьютеры до модели SL поддерживали этот режим.
CGA-совместимые режимы:
- 160×100, 16 цветов.
- 320×200, 4 цвета из встроенной 16-цветной палитры. Соотношения пикселей — 1:1.2.
- 640×200, 2 цвета. Соотношения пикселей — 1:2.4
- Текстовый режим 40×25 с шрифтами 8×8 пикселей (реальное разрешение 320×200)
- Текстовый режим 80×25 с шрифтами 8×8 пикселей (реальное разрешение 640×200)

Дополнительно к CGA-режимам поддерживались следующие режимы:
- 160×200, 16 цветов.
- 320×200, 16 цветов.
- 640×200, 4 цвета.

### Tandy Video II и ETGA
В моделях SL, TL и RL использовался стандарт, известный как Tandy Video II или ETGA. Поддерживаются все режимы Tandy Video I плюс дополнительный режим:
- 640×200, 16 цветов.